# Département de Fray Mamerto Esquiú
Le département de Fray Mamerto Esquiú est une des 16 subdivisions de la province de Catamarca, en Argentine. Son chef-lieu est la ville de San José de Piedra Blanca (appelée aussi San José de Fray Mamerto Esquiú)
Le département est nommé en hommage au frère mineur argentin Mamerto Esquiú, natif de la ville de San José, et devenu évêque de Cordobà).
Le département a une superficie de 280 km2. Sa population s'élevait à 10 658 habitants au recensement de 2001, d'où une densité de 38,1 hab./km2.

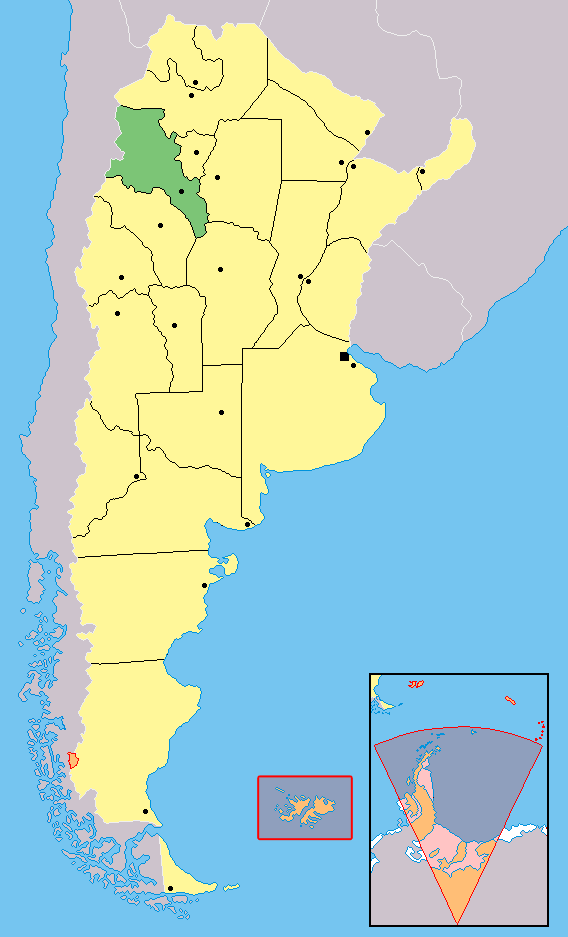
Localisation de la province de Catamarca en Argentine.